# Conhecimento declarativo

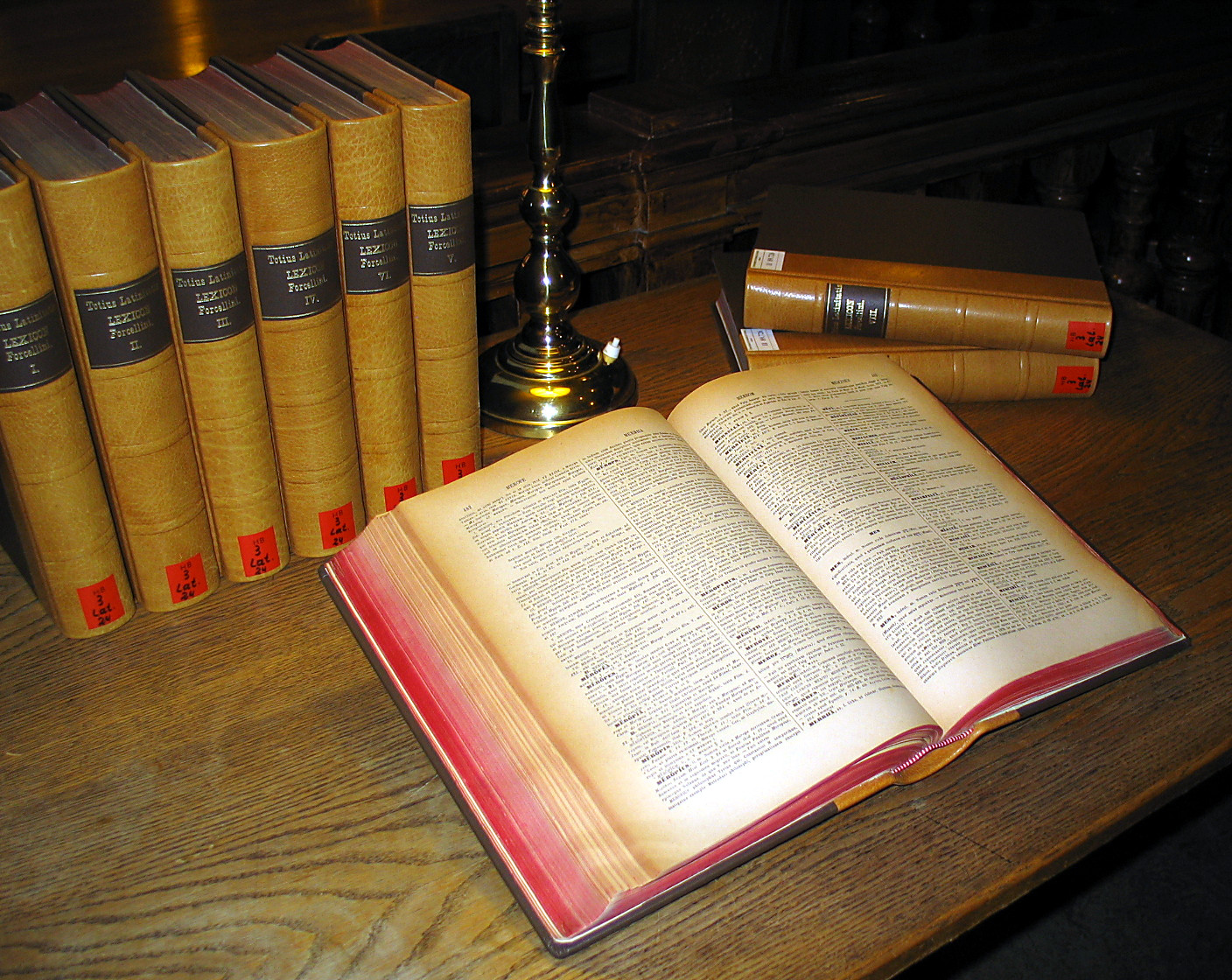
O conhecimento declarativo pode ser expresso por meio de sentenças declarativas armazenadas em livros.

Conhecimento declarativo é uma consciência de fatos que pode ser expressa por meio de sentenças declarativas. É também chamado de conhecimento teórico, conhecimento descritivo e conhecimento proposicional. Não está restrito a um uso ou propósito específico e pode ser armazenado em livros ou em computadores.
A epistemologia é a principal disciplina que estuda o conhecimento declarativo. Entre outras coisas, estuda os componentes essenciais do conhecimento declarativo. De acordo com uma visão tradicionalmente influente, tem três elementos: é uma crença verdadeira e justificada. Como crença, é um compromisso subjetivo com a exatidão da afirmação acreditada, enquanto a verdade é um aspecto objetivo. Para ser justificada, uma crença deve ser racional, baseando-se em boas razões. Isto significa que meras suposições não equivalem a conhecimento, mesmo que sejam verdadeiras. Na epistemologia contemporânea, foram sugeridos componentes adicionais ou alternativos. Uma proposta é que nenhuma evidência contraditória esteja presente. Outras sugestões são que a crença foi causada por um processo cognitivo confiável e que a crença é infalível.
O conhecimento declarativo é necessário para diversas atividades, como rotular fenômenos, bem como descrevê-los e explicá-los. Pode orientar os processos de resolução de problemas e tomada de decisões. Em muitos casos, o seu valor baseia-se na sua utilidade para atingir os objetivos. Contudo, a sua utilidade nem sempre é óbvia e nem todas as instâncias de conhecimento declarativo são valiosas. Muito do conhecimento ensinado na escola é conhecimento declarativo. Diz-se que é armazenado como memória explícita e pode ser aprendido por meio da memorização mecânica de fatos isolados e singulares. Mas, em muitos casos, é vantajoso promover uma compreensão mais profunda que integre as novas informações em estruturas mais amplas e as conecte ao conhecimento preexistente. As fontes de conhecimento declarativo são percepção, introspecção, memória, raciocínio e testemunho.

## Definição e semântica
O conhecimento declarativo é uma consciência ou compreensão dos fatos. Pode ser expresso por meio da linguagem falada e escrita por meio de sentenças declarativas e, portanto, pode ser adquirido por meio da comunicação verbal. Exemplos de conhecimento declarativo são saber “que a princesa Diana morreu em 1997” ou “que Goethe tinha 83 anos quando terminou de escrever Fausto”. O conhecimento declarativo envolve representações mentais na forma de conceitos, ideias, teorias e regras gerais. Através dessas representações, a pessoa se relaciona com um aspecto particular da realidade, retratando como ela é. O conhecimento declarativo tende a ser independente do contexto: não está vinculado a nenhum uso específico e pode ser empregado para muitas tarefas. Inclui uma ampla gama de fenômenos e abrange tanto o conhecimento de fatos individuais quanto de leis gerais. Um exemplo para fatos individuais é saber que a massa atômica do ouro é 196,97 u. Saber que a cor das folhas de algumas árvores muda no outono, por outro lado, pertence a leis gerais. Devido à sua natureza verbal, o conhecimento declarativo pode ser armazenado em mídias como livros e discos rígidos. Também pode ser processado por meio de computadores e desempenha um papel fundamental em várias formas de inteligência artificial, por exemplo, na base de conhecimento de sistemas especialistas.
Termos como conhecimento teórico, conhecimento descritivo e conhecimento proposicional são utilizados como sinônimos de conhecimento declarativo e expressam seus diferentes aspectos. O conhecimento teórico é o conhecimento do que aconteceu no passado, no presente ou no futuro, independente de uma perspectiva prática sobre como atingir um objetivo específico. O conhecimento descritivo é o conhecimento que envolve descrições de objetos, eventos ou conceitos reais ou especulativos. O conhecimento proposicional afirma que uma proposição ou afirmação sobre o mundo é verdadeira. Isso geralmente é expresso como em "saber que os cangurus saltam" ou "que 2 + 2 = 4". O conhecimento declarativo contrasta com o conhecimento não declarativo, que não diz respeito à compreensão explícita de informações factuais sobre o mundo. A este respeito, o conhecimento prático sob a forma de competências e o conhecimento por conhecimento como um tipo de familiaridade experiencial não são formas de conhecimento declarativo. A principal disciplina que investiga o conhecimento declarativo é chamada de epistemologia. Tenta determinar a sua natureza, como surge, que valor tem e quais são os seus limites.